# Bajamontiův–Deškovićův palác
Bajamontiův–Deškovićův palác (chorvatsky Palača Bajamonti-Dešković) se nachází ve Splitu v Chorvatsku, na náměstí Franja Tuđmana, s č.p. 3. Je kulturní památka, která je evidována v katalogu chorvatských kulturních památek pod číslem Z-5616. Budova odděluje historické jádro Splitu od místní části Veli Varoš.
Novorenesanční palác vznikl podle objednávky Antonia Bajamontiho, lékaře a politika, který zároveň zastával dvakrát post starosty města a patřil k nejváženějším osobnostem Splitu v 19. století. Prostředky na výstavbu reprezentativní budovy získal Antonio díky prodeji nemovitosti v Benátkách u Velkého kanálu. Pozemek odkoupil za 8000 forintů v dražbě. Projekt domu zpracoval Giovanni Battista Meduna. Po svém dokončení v roce 1858 sloužila budova nejen pro potřeby bydlení Bajamontiho, ale také jako budova pošty, umístěn zde byl i soud a městský úřad.
V současné době má stavba roli obytné budovy.